# Marquesado de Vivanco
El marquesado de Vivanco es un título nobiliario español otorgado el 17 de octubre de 1791 durante el reinado de Carlos IV,  a favor de Antonio de Vivanco y Gutiérrez.
Antonio de Vivanco y Gutiérrez, primer marqués de Vivanco, contrajo matrimonio con Agustina Velázquez, y tuvieron por hijo a Antonio Guadalupe Vivanco, segundo marqués de Vivanco, quien contrajo matrimonio con María Luisa Josefa Manuela Eufemia Martín-Vicario Elías, media hermana de la heroína de la Independencia de México Leona Vicario, fruto de este matrimonio nació su única hija, María Loreto Vivanco Vicario, tercera marquesa de Vivanco, que contrajo matrimonio con Joseph Joaquín Francisco Gerónimo Morán y del Villar.
Después de la independencia de México la confusión sobre los títulos novohispanos ocasionó que no se hicieran los trámites pertinentes para las sucesiones, ocasionando que se perdieran o fueran usurpados generaciones posteriores por gente ajena a los legítimos descendientes de los agraciados.
Le debió suceder su hijo, Antonio de Jesús José Juan Nepomuceno Luis Gonzaga Morán y Vivanco, cuarto marqués de Vivanco, se casó con María Guadalupe Josefa de Jesús Rafaela Luisa Gonzaga Ygnacia Cervantes y Ozta; debió sucederle su hijo José Rafael Macario Martiniano Morán y Cervantes, V marqués de Vivanco, que se casó con María de los Dolores Josefa Emilia Francisca de Paula Gargollo Muñoz. Sin descendencia debió suceder su hermana María Guadalupe Concepción del Corazón de Jesús Morán y Cervantes, casada con Pedro Miguel Gorozpe y Echeverría, con descendencia hasta hoy.
El último marqués de Vivanco fue José María Horrillo y López, desde el 26 de septiembre de 1984, sin relación con el primer marqués de Vivanco, hasta la anulación del título de Marqués por sentencia judicial al haber sido obtenido de manera fraudulenta.

## Marqueses
- I marqués: Antonio de Vivanco y Gutiérrez (17..-1799)
- II marqués: Antonio Guadalupe Vivanco Velázquez (1778 1800)
- III marquesa: María Loreto Vivanco Vicario (1800-1859)